# تويت دي لإسكارين
تويت دي لإسكارين (بالفرنسية: Touët-de-l'Escarène)‏ هي بلدية فرنسية تقع في إقليم الألب البحرية من منطقة بروفنس ألب كوت دازور في جنوب شرق فرنسا. تبلغ مساحة هذه المدينة 4.57 (كم²)، وترتفع عن سطح البحر 415 م، يبلغ عدد سكانها 300 نسمة حسب إحصاء المعهد الوطني للإحصاء والدراسات الاقتصادية سنة 2009 م. وترأس Noël Albin البلدية خلال فترة (2008-2014).

## وصلات خارجية
- صفحة البلدية على موقع المعهد الوطني للإحصاء والدراسات الاقتصادية